# Entraigues, Isère
Entraigues är en kommun i departementet Isère i regionen Auvergne-Rhône-Alpes i sydöstra Frankrike. Kommunen ligger i kantonen Valbonnais som tillhör arrondissementet Grenoble. År 2022 hade Entraigues 225 invånare.

## Befolkningsutveckling
Antalet invånare i kommunen Entraigues
Referens:INSEE